# Hans-Peter Tschudi
Hans-Peter Tschudi (Basilea, cantón de Basilea-Ciudad, Suiza, 22 de octubre de 1913-Basilea, 30 de septiembre de 2002) fue un político suizo, originario de Basilea y de Glaris. Fue consejero federal de 1960 a 1973 y miembro del Partido Socialista Suizo (SP/PSS).

## Estudios y carrera
Estudió derecho en Basilea y París, recibe el título de abogado en 1936. En 1937 trabaja como adjunto del jefe de la Oficina cantonal del Trabajo (de Basilea).
En 1938 se convierte en jefe de Inspección de Artes y Oficios. En 1952 trabaja como profesor de legislación laboral y los seguros sociales en la Universidad de Basilea. 
De 1944 a 1953, es elegido diputado al Gran Consejo basiliense, y luego elegido al Consejo de Estado del cantón de Basilea-Ciudad, en el que se encarga del departamento del Interior. Finalmente es elegido al Consejo de los Estados en 1956.

## Consejero Federal
El 17 de diciembre de 1959, es elegido al Consejo Federal luego de tres vueltas, en la que se acabó instaurando la Fórmula Mágica, en la que él fue el segundo socialista elegido. El parlamento lo prefirió en lugar del presidente del partido socialista suizo Walther Bringolf, considerado por algunos como inelegible a causa de su pasado comunista. 
Dirigió el Departamento Federal del Interior durante catorce años. Durante su mandato, los seguros sociales se desarrollaron (Jubilación, introducción del Seguro de Invalidez), aunque no logró desenredar el problema del seguro de Salud, que él mismo calificaría como el punto negro de la política social suiza. 
Las universidades se benefician de la participación financiera del Estado Federal. La Escuela Politécnica Federal de Lausana es gestionada de nuevo por la Confederación. La búsqueda científica es sostenida igual que el artículo constitucional sobre la enseñanza y la investigación no pasaron la votación. 
Hans-Peter Tschudi fue vicepresidente de la Confederación suiza en 1964 y 1969, y presidente en 1965 y 1970.